# أكمة العيدي (القبيطة)

تعديل مصدري - تعديل

اكمه العيدي هي إحدى قرى عزلة الهجر هدلان بمديرية القبيطة التابعة لمحافظة لحج، بلغ تعداد سكانها 406 نسمة حسب تعداد اليمن لعام 2004.